# Henrik Risom
Henrik Risom (ur. 24 lipca 1968 w Vildbjergu) – duński piłkarz występujący na pozycji pomocnika.

## Kariera klubowa
Risom karierę rozpoczynał w 1986 roku w zespole Vejle BK. Spędził tam 5 lat, a potem odszedł do Lyngby BK. W sezonie 1991/1992 zdobył z nim mistrzostwo Danii. Graczem Lyngby był przez 2,5 roku. Na początku 1994 roku przeszedł do niemieckiego Dynama Drezno. W Bundeslidze zadebiutował 11 lutego 1994 w zremisowanym 1:1 meczu z SG Wattenscheid 09. W Dynamie Risom występował przez rok.
Na początku 1995 roku wrócił do Danii, gdzie został graczem klubu Odense BK. Spędził tam rok. Następnie występował w Silkeborgu, Vejle BK, angielskim Stoke City (Division Two) oraz zespole Aarhus GF. W 2003 roku zakończył karierę.

## Kariera reprezentacyjna
W pierwszej reprezentacji Danii Risom zadebiutował 7 czerwca 1989 w zremisowanym 1:1 towarzyskim meczu z Anglią. W latach 1989–1992 w drużynie narodowej rozegrał 9 spotkań.